# Jiuzhi
Jiuzhi (kinesiska: 九支镇, 九支) är en köping i Kina. Den ligger i provinsen Sichuan, i den sydvästra delen av landet, omkring 280 kilometer sydost om provinshuvudstaden Chengdu. Antalet invånare är 37 662. Befolkningen består av 18 402 kvinnor och 19 260 män. Barn under 15 år utgör 20,0 %, vuxna 15-64 år 68 %, och äldre över 65 år 10,0 %.
Genomsnittlig årsnederbörd är 1 491 millimeter. Den regnigaste månaden är september, med i genomsnitt 291 mm nederbörd, och den torraste är december, med 27 mm nederbörd.